# مطار زابرات
مطار زابرات (بالأذرية؛ ): (إياتا: ZXT، إيكاو: UBTT) هو مطار يقع في أذربيجان.

## وصلات خارجية
- Airport record for Zabrat Airport at Landings.com